# PZL W-3 Sokół

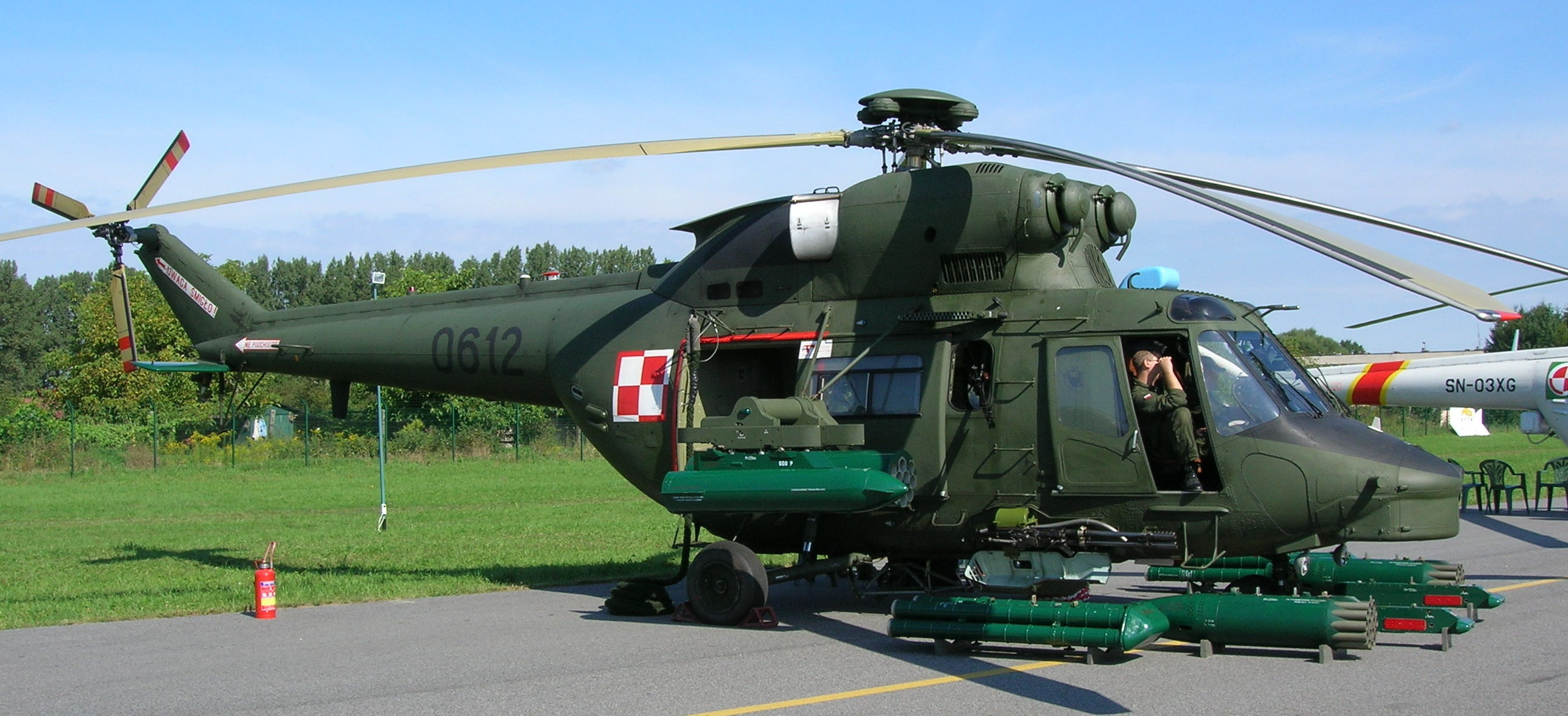
W-3WA – bewaffnete Version im polnischen Radom

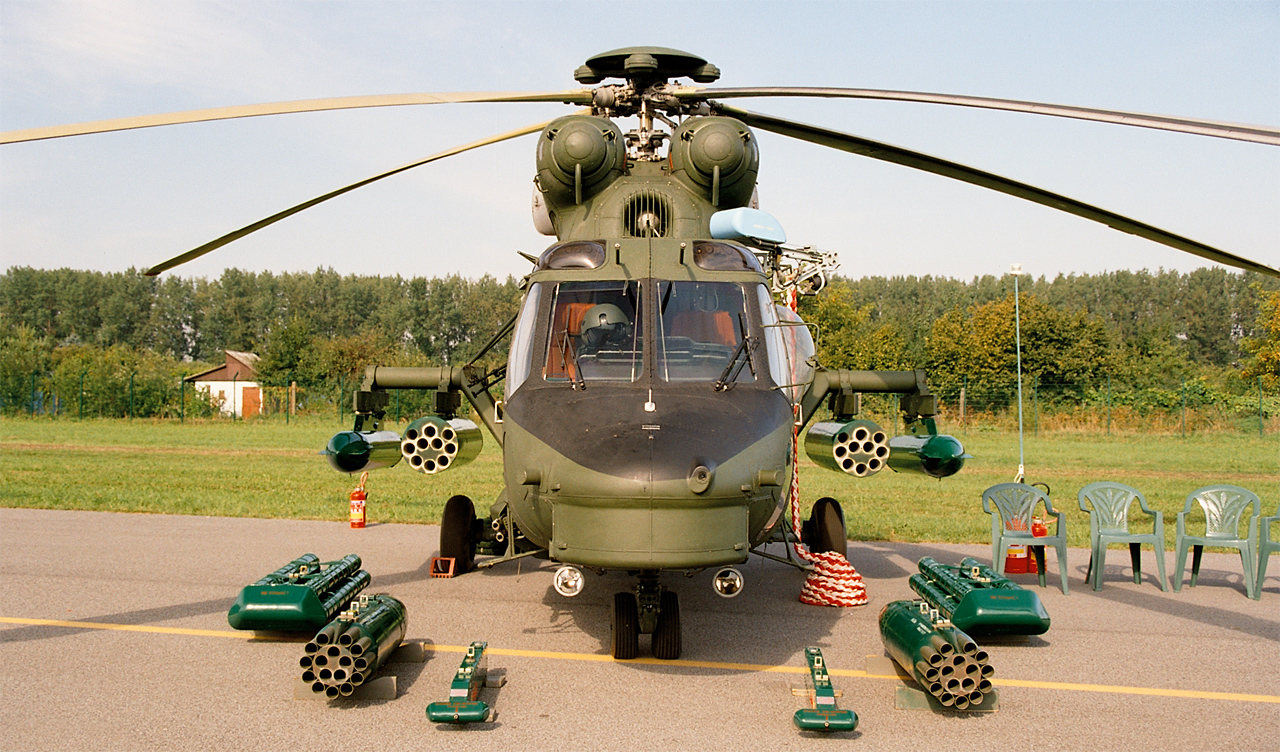
Frontansicht eines PZL W-3

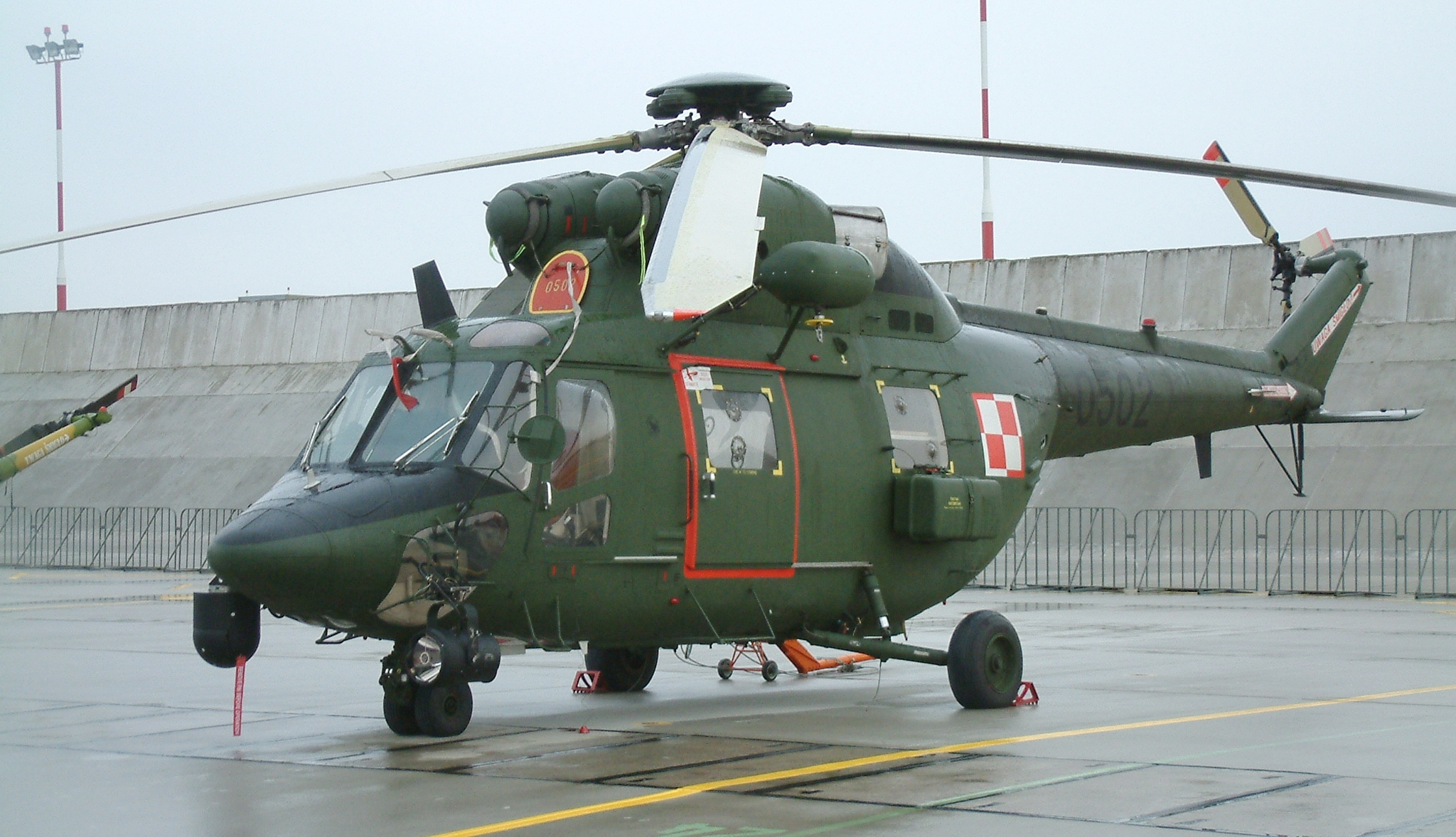
W-3RL

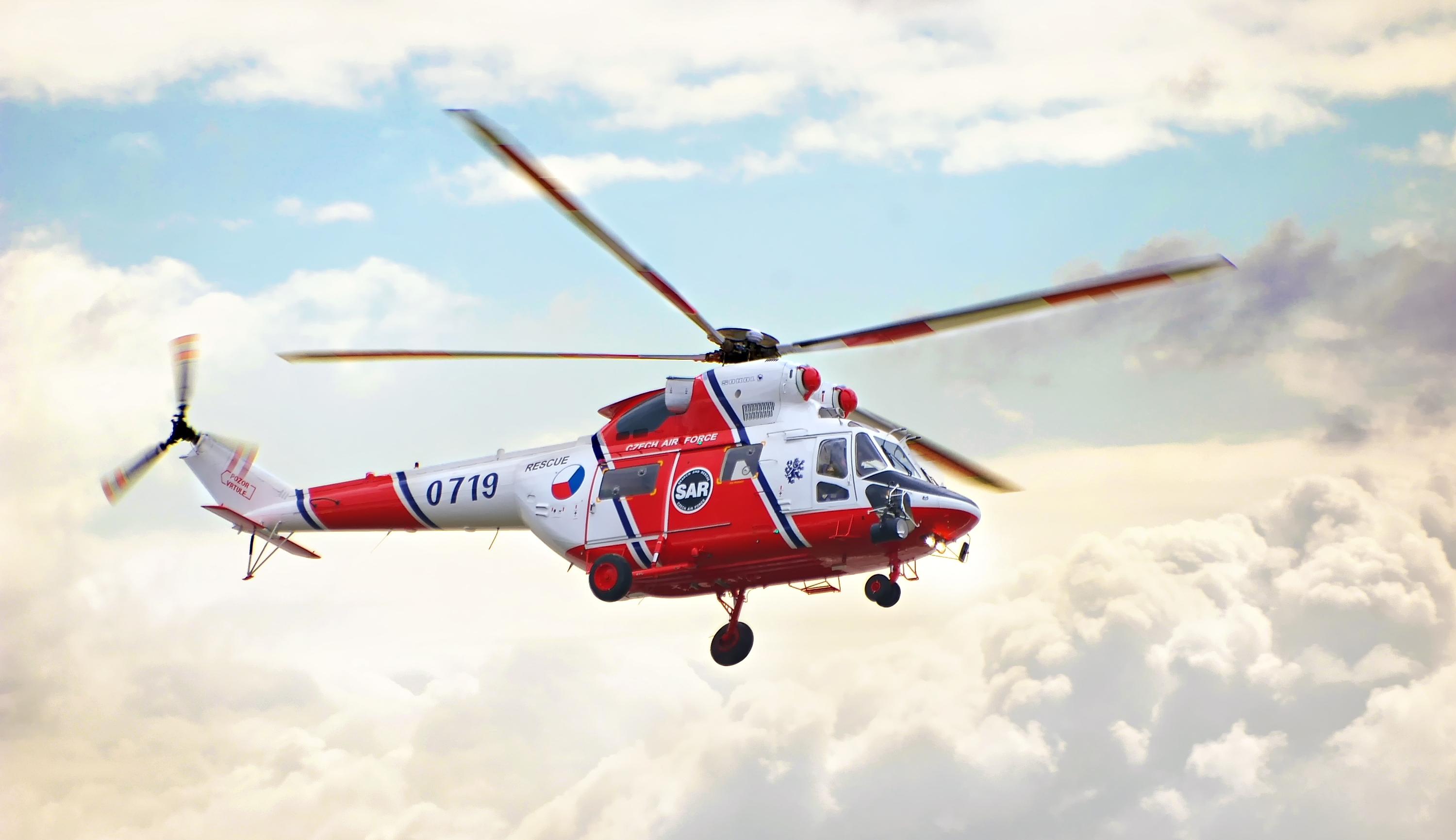
PZL W-3A, SAR-Version der tschechischen Luftwaffe

Der PZL W-3 Sokół (dt. Falke) ist ein polnischer Mehrzweckhubschrauber, der von PZL Świdnik gefertigt wird. Der PZL-3 ist der erste Hubschrauber, der komplett in Polen entwickelt und gefertigt wurde. Die Maschine ist, bis auf die Rotorblätter von Haupt- und Heckrotor, konventionell aus Metall gefertigt. Das Fahrwerk ist nicht einziehbar. Die Maschine verfügt über zwei Gasturbinen als Antrieb des vierblätterigen, aus Glasfaser-Verbundwerkstoff gefertigten Rotors. Der Rotor verfügt über ein Enteisungssystem. Der zulässige Temperaturbereich für den PZL W-3 liegt dabei zwischen −40 und +43 °C. Aktuell ist die Version W-3A.
Die Passagierkabine für zwölf Personen ist über zwei Schiebetüren von beiden Seiten zu betreten. Das Gepäckabteil befindet sich hinter der Kabine und ist während des Fluges zugänglich.
Mit einem zusätzlichen Unterrumpftank ist der W-3 auch als Feuerlöschflugzeug einsetzbar.

## Entwicklung
1970 wurde der Vertrag über die Zusammenarbeit über Konstruktion und Entwicklung eines Mehrzweckhubschraubers zwischen Polen und der UdSSR unterzeichnet. Die Entwicklungsarbeiten begannen 1973 unter der Leitung von Stanisław Kamiński und dauerten die 1970er-Jahre über an. 1976 war ein Mock-Up fertig. Der Erstflug des Prototyps fand am 16. November 1979 statt, es wurden insgesamt sechs Prototypen gefertigt. Die Produktion lief zunächst in kleiner Stückzahl bis 1985.

## Einsatz
Mit der Auflösung des Warschauer Paktes öffnete sich PZL dem Westen und 1989 begannen Konstruktionsarbeiten für eine neue Variante. Dieser auch von der FAA (US FAR Pt 29, Mai 1993) zugelassene PZL W-3A, der am 30. Juli 1992 zu seinem Erstflug startete, ist die derzeit in Fertigung befindliche zivile Variante. Die militärische Variante wird auch exportiert.
Die aktuelle Version W-3A2, welche die polnische Zulassung am 7. März 2003 erhielt, verfügt über ein EFIS, einen 4-Achsen-Autopilot, der zusammen mit dem GPS in der Lage ist, eine vorgesehene Route selbstständig zu fliegen. Auch ist für Rettungs- und Transportaufgaben ein automatisches Fliegen auf der Stelle möglich.
Bis zum 13. September 2005 waren in acht Serien insgesamt 146 Maschinen und fünf Kabinen des W-3 gebaut worden.
Die Maschine wird sowohl zivil als auch militärisch in der Tschechischen Republik, Spanien, Myanmar, Polen (Siły Powietrzne Rzeczypospolitej Polskiej), Portugal, Südkorea, Russland, den Vereinigten Arabischen Emiraten und ehemals in Deutschland (zwei Hubschrauber mit den Kennzeichen D-HSNA und D-HSNB bei der Polizei Sachsen) verwendet. D-HSNB ging am 17. Januar 2005 durch einen Unfall verloren, D-HSNA wurde 2012 durch einen Eurocopter EC135 ersetzt.
Am 11. Februar 2011 erhielt die polnische Armee vier modernisierte Hubschrauber der Version W-3PL, welche mit neuen Avionik- und Einsatzsystemen ausgerüstet wurden, wozu ein FADEC für das Triebwerk und ein nachtsichtgerätetaugliches Cockpit gehören. Die Bewaffnung beinhaltet ein 12,7-mm-MG im Bug sowie ungelenkte Raketen bzw. 23-mm-Kanonenbehälter an Außenlaststationen.

## Militärische Nutzer
- Irak: Irakische Luftwaffe – zwei W-3A (370912 und 370914) wurden 2006 zur Evaluierung geliefert. Der Vertrag kam jedoch nicht zustande, sodass die beiden Helikopter an PZL retourniert wurden
- Myanmar: zwölf W-3 und eine W-3UT.
- Philippinen: Philippinische Luftwaffe – acht Maschinen[3][4]
- Polen:

Polnische Luftwaffe
Polnisches Heer
Polnische Marine
- Tschechien: Tschechische Luftwaffe – im Tausch für zehn MiG-29 erhielt Tschechien von Polen elf W-3A
- Vietnam: Vietnamesische Luftwaffe – vier W-3S und vier W-3RM

## Technische Daten
| Kenngröße             | Daten                                        |
| --------------------- | -------------------------------------------- |
| Besatzung             | 2                                            |
| Passagiere            | 12                                           |
| Länge                 | 18,985 m                                     |
| Rumpflänge            | 15,03 m                                      |
| Hauptrotordurchmesser | 15,07 m                                      |
| Heckrotordurchmesser  | 3,30 m                                       |
| Höhe                  | 4,2 m                                        |
| Leermasse             | 3300 kg                                      |
| max. Startmasse       | 6400 kg                                      |
| Höchstgeschwindigkeit | 260 km/h                                     |
| Reisegeschwindigkeit  | 235 km/h                                     |
| Dienstgipfelhöhe      | 4520 m                                       |
| Normale Reichweite    | 734 km                                       |
| Maximale Reichweite   | 1244 km                                      |
| Anfängliche Steigrate | 8,5 m/s                                      |
| Triebwerke            | 2 PZL-10W-Gasturbinen mit je 662 kW (900 PS) |

## Bewaffnung
Für die leichten Angriffshubschrauber W-3W und W-3PL ist eine Bewaffnung adaptierbar.
beweglich installierte Bewaffnung in Kinnlafette (nur W-3PL)
- 1 × 12,7-mm-Maschinengewehr ZMT Tarnow WKM-Bz mit 350 Schuss Munition in einem Trommelmagazin[6]

Fest installierte Bewaffnung an Steuerbordseite (nur W-3WA)
- 1 × doppelläufige 23-mm-Maschinenkanone Grjasew-Schipunow GSch-23L mit 250 Schuss Munition

Bewaffnung in Tür, Fenstern und Toren
- 6 × auf Kugellagerlafette montiertes 7,62-mm-Maschinengewehr-Kalaschnikow PKB in den Fenstern

Bewaffnung bis zu 2 000 kg an vier Außenlaststationen an einem Gestell
Luft-Luft-Lenkflugkörper
- 2 × GAD-Doppelstarter mit je 2 × 9K32 Strela-2M – infrarotgelenkt für Kurzstrecken

Ungelenkte Luft-Boden-Raketen
- 4 × MARS-2M-Raketen-Rohrstartbehälter mit je 16 ungelenkten Luft-Boden-Raketen S-5; Kaliber 57 mm
- 4 × W8-10-Raketen-Rohrstartbehälter für je 10 ungelenkte Luft-Boden-Raketen S-8 im Kaliber 80 mm

Externe Behälter

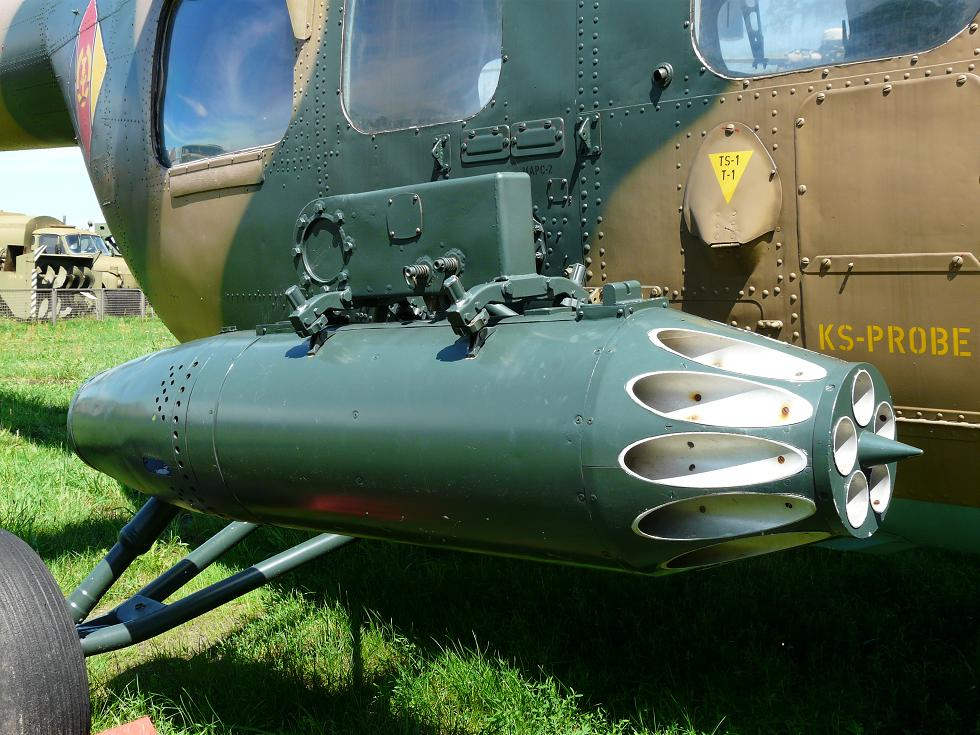
Raketenbehälter MARS-2

- 2 × UPK-23-250-Maschinenkanonen-Behälter (doppelläufige 23-mm-Maschinenkanone GSch-23 mit 250 Schuss Munition)
- 2 × Platan Luftminendispenser für 36 Bomblets
- 2 × ZR-8-Submunitionsbehälter für 120 (8×15) Bomblets

## Selbstverteidigungssysteme
Aktive Maßnahmen
- 1 × Artem ASO-2W Täuschkörperwerfer mit 32 × 26-mm-Täuschkörpern
- 1 × Adros KT-01 Infrarot-Störstrahler (IRCM)

Passive Maßnahmen
- 4 × Radarwarnsensoren